# Primeres Nacions d'Alberta
Les Primeres Nacions d'Alberta són els pobles indígenes que viuen a la província canadenca d'Alberta. Les Primeres Nacions són aquests pobles (o nacions) reconeguts com a pobles aborígens del Canadà exclosos els inuit i metís. Segons el cens del Canadà, l'any 2001 una població de 84.990 habitants d'Alberta va reportar una identitat "ameríndia" (és a dir, de les Primeres Nacions), augmentant a 116.670 en 2011 o el 13,7% de totes les Primers Nacions del Canadà, donant a Alberta la tercera població més gran de Primeres Nacions per províncies i territoris (després d'Ontario i Colúmbia Britànica). D'aquest total al voltant de la meitat de la població viu en una reserva índia (58.782 indis registrats vivien en les reserves d'Alberta el 2005). La resta de la població viu fora de les reserves, entre la resta de la població canadenca. Molts d'aquests són aborígens urbans que viuen a les ciutats, especialment Edmonton (la capital provincial), que tenia una població de fora de les reserves de 18.210 persones el 2011, la segona més alta de qualsevol ciutat al Canadà (després de Winnipeg). A més d'això hi havia 19.945 persones a Alberta en 2011 que van reclamar una identitat indígena d'Amèrica del Nord en el cens, però que no formen part del Registre Indi oficial; aquestes persones se'ls anomena comunament "indis sense estatut". Hi ha 48 Primeres Nacions o "bandes" a Alberta (en el sentit dels governs composts per un Consell i un cap), pertanyents a nou grups ètnics diferents, o "tribus" en funció de les seves llengües ancestrals.

## Classificació
Hi ha una varietat de maneres de classificar els diferents grups de Primeres Nacions d'Alberta. En termes antropològics hi ha dues agrupacions culturals àmplies a Alberta basades en diferents regions ecològiques/climàtiques i les formes de vida adaptades a aquestes regions. A la  zona nord de la província els pobles subàrtics confiaven en les espècies boreals com el ants, el caribú del bosc boreal, etc. com les seves principals preses, practicaven extensivament la pesca de gel, i utilitzaven canoa, raquetes de gel, i tobogans pel transport. Els indis de les planures del sud vivien principalment en la prades riques en herba dels voltants (però amb accés a les properes Muntanyes Rocoses) i confiaven en el bisó americà (o "búfal") com a llur major font d'aliment i usaven els travois per a transportar. Els pobles del cinturó aspen parkland d'Alberta central practicaven una cultura híbrida amb característiques d'ambdós grups abans esmentats.
En el moment del contacte amb els observadors eurocanadencs tots els pobles indígenes d'Alberta pertanyien a diversos grups que es superposen: cabanes, bandes, tribus i confederacions. La unitat més petita era la cabana, que és el que els observadors anomenen família estesa o qualsevol altre grup que vivia en el mateix habitatge, com ara tipi o wigwam. Diverses cabanes que vivien juntes formaven una banda. Les bandes eren petits grups altament mòbils que consistien en un líder respectat (home) de vegades anomenat cap, possiblement de la seva família estesa, i d'altres famílies no relacionades. La banda va ser una unitat fonamental d'organització, una banda era prou gran com per a defensar-se i participar en caceres comunals, però prou petita per ser mòbil i per prendre decisions per consens (els líders només tenien autoritat carismàtica i no poder coercitiu). Les cabanes i individus eren lliures d'abandonar les bandes i les bandes es dividien habitualment en dues o es fusionaven amb una altra, però ningú volia estar sense la protecció de viure en una banda durant molt temps. Bandes entre els peigan del sud d'Alberta variaven en grandària de 10 a 30 cabanes, o al voltant de 80 a 240 persones.
Per contra, un tribu és una afiliació ètnica. Una tribu és un grup de persones que es reconeixen mútuament com compatriotes causa de la llengua i la cultura compartida. Les bandes de la mateixa tribu, parlant el mateix idioma, que habitualment depèn mútuament entre ells com a aliats contra els estrangers, però a Alberta les tribus no van ser institucionalitzades, i la presa de decisions consistien en la reunió de líders de diverses bandes en consell per arribar a un consens. Hi havia aproximadament nou grups ètnics o tribals indígenes d'Alberta, al segle xxi, en funció de la seva llengua. Són els Beaver / Daneẕaa, Blackfoot / Niitsítapi, Chipewyan / Denésoliné, Cree de les planes/ Paskwāwiyiniwak, Sarcee / Tsuu T'ina, Saulteaux (ojibwa de les planes) / Nakawē, Slavey / Dene Tha, Stoney / Nakoda, i els Cree dels boscos / Sakāwithiniwak. Dins d'aquests límits hi ha molta fluïdesa, però, ja que eren molt comuns els matrimonis mixtos i les bandes bilingües. L'acadèmic Neal McLeod assenyala que les bandes eren agrupacions soltes, temporals, que eren sovint poliétniques i multilingües, de manera que la majoria de mencions dels "cree" pels historiadors de les dècades anteriors en realitat es refereixen a grups mixtes cree-assiniboine-saulteax. A més del brot de verola de 1780-1781 i el brot de tos ferina de 1819-1820 va delmar moltes bandes, el que va obligar a fusionar-se amb els veïns.
Els antropòlegs sovint agrupen els pobles basant-se en quina és la seva família lingüística ancestral, puix que pobles amb llengües relacionades sovint també tenen similituds culturals. Tots els grups actualment representats a Alberta pertanyen a una de les tres grans famílies lingüístiques, i es relacionen amb altres idiomes a tot el continent. Aquestes són les famílies algonquina (blackfoot, cree, i saulteaux), l'atapascana o dené (Beaver, Chipewyan, slavey i sarcee), i la sioux (Stoney). La llista de grups tribals a Alberta no és fix i es basa en les diferents interpretacions del que constitueix una "tribu". Els blackfoot consisteixen en tres grups dialectals que eren aliats, Siksika, Piikani, i Kainai, que de vegades són considerades tribus o nacions separades per dret propi. El grup cultural més gran de les Primeres Nacions de la població a Alberta són els Cree, si comptem junts els cree de les planes i els cree dels boscos. Trenta-dues bandes de les Primeres Nacions d'Alberta estan afiliades a la cultura cree i es relacionen amb altres pobles cree del Canadà cap a l'est fins a Labrador. Els cree dels boscos practiquen una cultura subàrtiques, i els crees de les planes una cultura de les planes i parlaven diferents però relacionats dialectes de la llengua cree. Diversos pobles d'Alberta responen al terme Dene, que és un nom usat per molts pobles relacionats als Territoris del Nord-oest. A Alberta això inclou els beaver, chipewyan, slavey, i sarcee. Tots els pobles dene comparteixen creences espirituals i l'organització social similars, però els sarcee són un poble de les planes, mentre que els altres són subàrtics. Els stoney estan relacionats amb els assiniboines i sioux i es poden considerar una branca de qualsevol d'aquests grups. El Stoney mateixos es divideixen en del Bosc (bandes Paul i Alexis) i de les Planes (bandes Bearspaw, Chiniki i Welsey). Els saulteaux estan representats per una sola banda a Alberta, la Primera Nació O'Chiese. Hi ha moltes altres bandes saulteaux a Saskatchewan i Manitoba, però, i els propis salteaux són una branca dels grups més grans anishinaabemowin i anishinaabe. A més de tots aquests grups, també hi ha indis sense estatus barreja de cree-iroquesos que viuen a Hinton - Grande Cache, a la regió de les Muntanyes Rocoses. Estan representats per la Nació Aseniwuche Winewak del Canadà, que és una societat sense ànim de lucre i no una banda sota la Llei Índia.
Se sap que altres tribus han habitat Alberta en el passat. El poble Cluny Earthlodge a Blackfoot Crossing és un exemple únic al Canadà d'un llogaret permanent fortificat de cases de terra probablement construïdes al voltant de 1740 CE per hidatses o mandans. Els assiniboines vviien a Alberta en el moment del contacte amb els europeus, i es creu que els stoney que encara viuen a la província va començar com una branca dels assiniboines. Els primers relats dels exploradors europeus suggereixen que els xoixons orientals podrien haver viscut a Alberta abans de ser desplaçats pels blackfoot pel 1787. Es va informar que els Gros Ventre vivien en dos grups tribals nord-sud; un, els anomenats indis de tardor (grup canadenc o septentrional) tenia 260 cabanes (≈2.500 habitants) comerciaven amb la Companyia del Nord-oest al riu Saskatchewan i vagaven entre el riu Missouri i el riu Bow. Eren actius al sud d'Alberta a finals de 1800, però es van basar prop de l'actual Fort Belknap en 1862 quan els missioners jesuïtes hi van arribar. Els governs dels Estats Units i del Canadà van procurar evitar que els pobles nòmades travessessin la frontera, i els estatunidencs van obrir una agència índia per proveir els Gros Ventre amb l'ajuda de Fort Belknap primer des 1871-1876, i de forma permanent en 1878, establint-hi una reserva en 1881. Els kutenais emigraren cap a l'oest d'Alberta, possiblement a principis del segle xviii, però encara de tant en tant es van aventurar a la regió del riu Bow per caçar bisons en el moment del contacte europeu. A més, pobles d'altres grups ètnics, com el mestissos i iroquesos es casaven de tant en tant amb les poblacions locals i es van adoptar a les bandes existents o crearen les seves pròpies noves bandes d'herència mixta. Un exemple és la Banda Michel de la zona Calahoo, molts dels quals són descendents de William Callihoo, un comerciant de pells iroquès o métis de l'Est que es va casar una o més dones cree locals i va fundar la banda.
Els pobles de les planes van ser capaços de congregar les comunitats més grans sovint quan seguien els grans ramats de búfals i tenien estructures polítiques més complexes que els pobles subàrtics que van haver de romandre dispersos per trobar prou menjar (fins i tot segles després, hi ha més bandes de les Primeres Nacions al nord, però el menor nombre de comunitats del sud són molt més poblades). Un grup de bandes unides en una aliança semi-permanent per a la defensa comuna era anomenada confederació per observadors estrangers. Aquestes confederacions eren sovint multiètniques i hi inclouen bandes de diverses tribus. Les dues confederacions que més tard esdevingueren clau al centre i sud d'Alberta durant els segles xviii i xix van ser la Confederació Blackfoot (consistent en bandes de les nacions piegan, kainai, sikisika, més tard Tsuu T'ina i, durant un temps, Gros Ventre) i la confederació de ferro (bandes de crees de les planes, assiniboines, saulteaux, i stoney). Inicialment eren amistoses però amb els temps aquestes dues confederacions esdevingueren enemigues (el riu Battle rep el nom per un conflicte entre els dos grups que va passar allí a la vora aproximadament en 1810, al voltant del principi de llur hostilitats) fins a la batalla del riu Belly el 25 d'octubre de 1870 vora l'actual Lethbridge.
Quan Canadà va adquirir els drets del que avui és Alberta el 1870, es va iniciar un procés d'elaboració de tractats. El govern federal va negociar amb diversos caps i els consells integrats per grups de bandes aliades. Però cada banda era lliure de signar o no signar un tractat. Són tres els tractats principals que afecten Alberta. El Tractat 6 se signà entre el Canadà i els cree de les planes i bandes aliades amb les principals firmes de 1876 a 1879 amb moltes addicions posteriors, i cobreix l'àrea d'Alberta Central. El Tractat 7 implica les tribus membres de la Confederació Blackfoot i els stoney, es va signar el 1877 i cobreix Alberta Meridional. El Tractat 8 implica els cree dels boscos, Beaver, i Chipweyan, es va signar el 1899 i cobreix Alberta Septentrional. Sota els termes d'aquests tractats, les bandes més al sud van acceptar la presència de colons canadencs a les seves terres a canvi d'emergència i l'ajuda en curs per fer front a la fam per la que travessaven la gent de les planes a causa de la desaparició dels ramats de bisons. Les bandes del Nord no s'enfrontaven assentament agrícola (en la mateixa mesura), però en canvi les empreses mineres i fusteres volien accés a les seves terres. En ambdós casos s'havien de crear reserves índies on s'esperava que s'assentessin les Primeres Nacions (el que significava acabar amb l'estil de vida nòmada de caça) potser per començar el cultiu, però sens dubte per ser accessible a les autoritats, com els agents indis, la Policia Muntada del Nord-oest, i els missioners cristians. No totes les bandes es van reconciliar igualment amb les idees dels tractats, però. La banda de Piapot va signar un tractat, però es va negar a triar un lloc per a una reserva, preferint romandre nòmada. Els "cree de riu Battle" sota el lideratge de Big Bear i Little Pine es van negar totalment a signar. En el marc del sistema de reserves, cada banda s'uneix a una o diverses reserves. La banda té una llista de membres, part del Registre Indi a tot el país, i aquests membres tenen dret a viure en la reserva i rebre els beneficis del tractat. La banda es considera ara la unitat fonamental de governabilitat sota la Llei Índia, aprovada per primera vegada en 1876 i segueix en vigor amb modificacions. El actuals governs de banda són els successors legals de les bandes que van signar els tractats. En el cas de la Confederació Blackfoot, cada grup dialectal es considera una "banda" (govern) tot i que històricament constituïren moltes bandes de caçadors, mentre que en altres casos, els governs de la banda són els successors directes de les bandes de caçadors històrics molt més petites, moltes de menys de 100 persones.
Cap al 2013 hi hsbis 48 governs de banda amb els seus propis consells i caps. A l'efecte de la Llei Índia, però, el govern federal enumera 45 governs de banda separats: els Cree Saddle Lake i la Nació Whitefish Lake (Goodfish) s'administren per separat, però són considerats una banda, De la mateixa manera que les Primeres Nacions Chiniki, Wesley, i Bearspaw tenen administracions separades però per als efectes de l'Indian Act són un govern de banda anomenat Nació Stoney Nakoda. El recompte anterior tampoc inclou bandes amb seu en altres províncies amb reserves que estan parcialment a Alberta, per exemple. com la nació cree Onion Lake de Saskatchewan. Els noms de les bandes i mides, així com les mides de les reserves no són estàtiques i han seguit canviant des de la signatura dels tractats. La banda Primera Nació més recent a Alberta és la Primera Nació Peerless Trout, que fou creada en 2010 com una separació de la Nació cree Bigstone com a part d'un acord de reivindicació de terres amb el govern federal.
Les bandes poden unir els seus recursos mitjançant la creació de consells regionals (sovint anomenats "consells tribals", encara que poden no representar una tribu en el sentit usual) i els consells dels tractats en relació amb un dels tres tractats que s'ocupen d'Alberta. Les bandes d'Alberta són membres del Consell Tribal Athabasca, Confederació de les Primeres Nacions del Tractat 6, Administració Quatre Nacions, Consell Tribal Kee Tas Kee Now, Consell Regional Indi Lesser Slave Lake, Consell Tribal North Peace, Primeres Nacions d'Alberta del Tractat 8, Treaty 7 Management Corporation, Consell Tribal Cree Occidental, i Consell Tribal Yellowhead.

## Llista
| Primeres Nacions d'Alberta        | Primeres Nacions d'Alberta | Primeres Nacions d'Alberta                                                                                        |
| --------------------------------- | -------------------------- | --- |
| Nació                             | Població                   | Reserves |
| Primera Nació Alexander           | 930                        | Alexander |
| Nació Alexis Nakota Sioux         | 878                        | Alexis, Alexis Cardinal River, Alexis Elk River, Alexis Whitecourt                                                |
| Primera Nació Athabasca Chipewyan | 11                         | Chipewyan |
| Primera Nació Beaver (Dunneza)    | 380                        | Boyer, Child Lake                                                                                                 |
| Nació Beaver Lake Cree            | 320                        | Beaver Lake, reserva índia Blue Quills First Nation                                                               |
| Nació Cree Bigstone               | 2.247                      | Desmarais, Jean Baptiste Gambler, Wabasca                                                                         |
| Tribu Blood (Nació Kainai)        | 7.437                      | Blood |
| Primera Nació Chipewyan Prairie   | 321                        | Cowper Lake, Janvier, Winefred Lake                                                                               |
| Primera Nació Cold Lake           | 1,189                      | reserva índia Blue Quills First Nation, Cold Lake                                                                 |
| Primera Nació Dene Tha'           | 1,801                      | Amber River, Bistcho Lake, Bushe River, Hay Lake, Jackfish Point, Upper Hay River, Zama Lake                      |
| Primera Nació Driftpile           | 775                        | Drift Pile River                                                                                                  |
| Primera Nació Duncan's            | 124                        | Duncan's, William Mckenzie                                                                                        |
| Nació Cree Enoch #440             | 1,475                      | Stony Plain |
| Nació Cree Ermineskin             | 2,633                      | Ermineskin, Pigeon Lake                                                                                           |
| Primera Nació Fort McKay          | 303                        | Fort McKay, Namur Lake                                                                                            |
| Primera Nació Fort McMurray #468  | 240                        | Clearwater, Gregoire Lake                                                                                         |
| Primera Nació Frog Lake           | 1,559                      | reserva índia Blue Quills First Nation, Puskiakiwenin, Unipouheos                                                 |
| Primera Nació Heart Lake          | 186                        | reserva índia Blue Quills First Nation, Heart Lake                                                                |
| Primera Nació Horse Lake          | 349                        | Clear Hills, Horse Lakes                                                                                          |
| Primera Nació Kapawe'no           | 85                         | Kapawe'no First Nation 229, 231, 150                                                                              |
| Nació Kehewin Cree                | 957                        | reserva índia Blue Quills First Nation, Kehiwin                                                                   |
| Nació Little Red River Cree       | 3,045                      | Fox Lake, Garden Creek, John D'Or Prairie                                                                         |
| Nació Loon River Cree             | 341                        | Loon Lake, Loon Prairie, Swampy Lakee                                                                             |
| Tribu Louis Bull (Cree)           | 1,417                      | Louis Bull, Pigeon Lake                                                                                           |
| Banda Lubicon Lake                | 16                         | Little Buffalo |
| Primera Nació Mikisew Cree        | 162                        | Allison Bay, Charles Lake, Collin Lake, Cornwall Lake, Devil's Gate, Dog Head, Old Fort, Peace Point, Sandy Point |
| Nació Montana Cree                | 657                        | Montana, Pigeon Lake                                                                                              |
| Primera Nació O'Chiese            | 608                        | O'chiese, O'Chiese Cemetery                                                                                       |
| Primera Nació Paul                | 1,174                      | Buck Lake, Wabamun 133A Wabamun 133B                                                                              |
| Primera Nació Peerless Trout      |                            | Encara sense terra assignada:16,46                                                                                |
| Nació Piikani                     | 2,313                      | Peigan, Peigan Timber Limit "B"                                                                                   |
| Nació Cree Saddle Lake            | 5,820                      | reserva índia Blue Quills First Nation, Saddle Lake, White Fish Lake                                              |
| Nació Samson Cree                 | 5,268                      | Pigeon Lake, Samson                                                                                               |
| Primera Nació Sawridge            | 35                         | Sawridge |
| Nació Siksika                     | 3,423                      | Siksika |
| Primera Nació Smith's Landing     | N/A                        | Hokedhe Túe, K'i Túe, Li Dezé, Thabacha Náre, Thebathi, Tsu K'adhe Túe, The Jere Ghaili                           |
| Banda Stoney (Bearspaw)           | 1,340                      | Big Horn, Stoney, Eden Valley                                                                                     |
| Banda Stoney (Chiniki)            | 1,369                      | Big Horn, Stoney, Eden Valley                                                                                     |
| Nació Stoney (Wesley) Band        | 1,194                      | Big Horn, Stoney, Eden Valley                                                                                     |
| Nació Sturgeon Lake Cree          | 1,240                      | Sturgeon Lake |
| Primera Nació Sucker Creek Cree   | 618                        | Sucker Creek |
| Primera Nació Sunchild Cree       | 727                        | Sunchild |
| Primera Nació Swan River          | 324                        | Assineau River, Swan River                                                                                        |
| Primera Nació Tallcree            | 488                        | Beaver Ranch, Fort Vermilion, Tall Cree, Wadlin Lake                                                              |
| Nació Tsuu T'ina                  | 1,292                      | Tsuu T'ina Nation 145                                                                                             |
| Primera Nació Whitefish Lake      | 1,051                      | Utikoomak Lake |
| Primera Nació Woodland Cree       | 656                        | Cadotte Lake, Woodland Cree 226, 227, 228                                                                         |
| Altres                            | 4                          | |